# Joseph von Karabacek

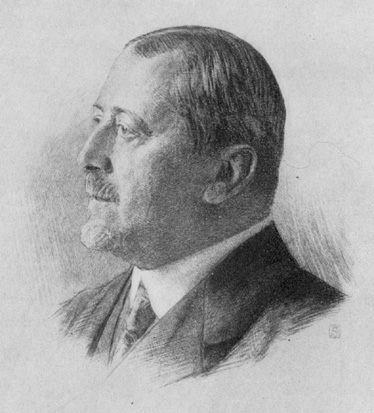
Joseph von Karabacek

Joseph Maria Karabaček, ab 1904 Ritter von Karabaček, (* 20. September 1845 in Graz; † 9. Oktober 1918 in Wien) war ein österreichischer Orientalist und Bibliotheksdirektor. Er lehrte von 1874 bis 1915 als Professor für Geschichte des Orients an der Universität Wien und war von 1889 bis 1917 Direktor der kaiserlich-königlichen Hofbibliothek.

## Leben
Joseph Karabacek war der Sohn des Militärverpflegsverwalters Johann Baptist Karabacek (1800–1875) aus Iglau (Mähren) und der Johanna Ilwof (1812–1903) aus Graz. Karabacek besuchte das Gymnasium in Lemberg, in Temesvar und Wien und schloss 1863 mit der Matura ab. Danach studierte er an der Universität Wien zunächst Jus, seit 1866  Orientalistik. 1868 wurde er promoviert, 1869 habilitiert und Privatdozent für Paläographie und Numismatik der islamischen Völker an der Wiener Universität. 1874 wurde er zum außerordentlichen Professor ernannt, von 1885 bis 1915 war er ordentlicher Professor für Geschichte des Orients und ihrer Hilfswissenschaften. Von 1899 bis 1917 war er dazu Direktor der k. k. Hofbibliothek in Wien. Zu seinen akademischen Schülern zählen Maximilian Bittner, Alexander Eduardowitsch Schmidt, Viktor Christian, Jan Rypka und Wilhelm Czermak.
Zusammen mit Christian Wilhelm Huber gründete er 1869 die Wiener numismatische Gesellschaft. Karabacek wurde 1882 zum korrespondierenden, 1888 zum wirklichen Mitglied der Kaiserlichen Akademie der Wissenschaften in Wien gewählt und war von 1898 bis 1918 Sekretär deren philosophisch-historischer Klasse. 1910 wurde er von der Académie royale des Sciences, des Lettres et des Beaux-Arts de Belgique als assoziiertes Mitglied aufgenommen.
Karabaceks Spezialgebiet war die arabische Papyrologie. Seine Leistungen als Philologe wurden aus späterer Sicht kritisch gesehen, laut Johann Fück verleitete Karabaceks „zügellose Phantasie zu Fehlleistungen und irrigen Deutungen“. Hans L. Gottschalk urteilte 1977, dass „die meisten seiner Arbeiten heute mit Recht in Vergessenheit geraten“ seien. Unbestritten ist jedoch sein Verdienst als Organisator: so gelang es ihm, 1883 mit finanzieller Unterstützung des Erzherzogs Rainer eine Sammlung von rund 10.000 griechischen, koptischen und arabischen Papyri aus al-Fayyūm für die Wiener Hofbibliothek zu erwerben.
Er heiratete 1875 Karoline Lang (1852–1914), die Tochter des Wiener Fabrikbesitzers Leopold Lang und der Ernestine Hoffmann Edlen von Hofmannsthal. Der Dichter Hugo von Hofmannsthal war ein Neffe der Ehefrau. Das Paar bekam zwei Söhne und zwei Töchter. Der Sohn Hans J. (Ritter von) Karabacek (1878–1963) wurde Ingenieur und Zentraldirektor der Steyr-Werke. Sein Enkel Karl Raimund Hofmeier (1912–1944) wurde 1944 von den Nationalsozialisten – offenbar wegen seiner jüdischen Herkunft und seiner für den Informationsfluss nach Deutschland strategisch wichtigen Stellung als Berichterstatter aus Ostasien – als angeblicher sowjetischer Spion erschossen.
Karabacek wurde am 10. April 1904 mit Diplom vom 2. Februar 1905 als k.u.k. Hofrat und Bibliotheksdirektor in den österreichischen Ritterstand erhoben.
Er wurde am Wiener Zentralfriedhof bestattet.

## Veröffentlichungen (Auswahl)
- Die persische Nadelmalerei Susandschird: Ein Beitrag zur Entwicklungs-Geschichte der Tapisserie de Haute Lisse; mit Zugrundelegung eines aufgefundenen Wandteppichs nach morgenländischen Quellen/dargestellt von.... E. A. Seemann, Leipzig 1881.